# Ghost in the Shell
A Ghost in the Shell (japánul: 攻殻機動隊 kókaku kidótai) Siró Maszamune (Masamune Shirou) 1989 és 1991 között megjelent cyberpunk mangája, illetve ennek 2002-es folytatása, a Ghost in the Shell 2: Man/Machine Interface. A manga alapján készült, 1995-ben bemutatott tudományos-fantasztikus anime a japán rajzfilmek között kultuszfilmnek számít, és az Akira mellett nagyban hozzájárult ahhoz, hogy az anime nyugaton is ismert médium legyen. A film folytatása a Ghost in the Shell: Innocence című 2004-es anime, illetve a két évados Ghost in the Shell: Stand Alone Complex (S.A.C.) animesorozat és a hozzá készült film, a Ghost in the Shell: Solid State Society.
Magyarországon a klasszikussá vált első film Ghost in the Shell – Páncélba zárt szellem címen került DVD-forgalmazásba.
2017-ben azonos címmel amerikai élőszereplős film készült az animéből, Scarlett Johansson főszereplésével.

## Történeti háttér
A nem túl távoli jövőben, a negyedik világháború után a nemzeteket városállamok és mamutvállalatok váltják fel; a világot kiterjedt elektronikus virtuális tér hálózza be. A kibertechnika igen magas szinten áll, a gyakorlatilag teljesen művi testtel rendelkező kiborgok jelenléte általános a társadalomban. E világ Japánjában létezik a csak 9-es szekcióként hívott kormányzati titkosszolgálat, amelynek feladata a hálózat megfigyelése és a cyberbűnözők elhárítása.

## APáncélba zárt szellemfilm rövid tartalma
Kuszanagi Motoko őrnagy és partnere, Bató mindketten a 9-es szekció alkalmazásában álló tisztek, Motoko kiborg, Bató még ember, kisebb módosításokkal, akik egy hírhedt hackerre, a Bábjátékosra vadásznak. A Bábjátékos a hálózaton keresztül képes az emberek elméjébe behatolni, és hamis emlékeket beléjük táplálni, hogy ezáltal mint élettelen bábukat a markában tartva, a saját céljaira használja fel őket. A cselekmény előrehaladtával fény derül arra, hogy a Bábjátékos nem emberi személy, hanem egy céltudatosan kifejlesztett, de később irányíthatatlanná vált, saját öntudatára ébredt, rendkívüli mesterséges intelligenciával rendelkező program; fedőszáma: 2501. A Bábjátékos egy még lélek nélküli cyborgtestet felhasználva megkörnyékezi a 9-es szekciót. Kuszanagi őrnagy pedig elhatározza, hogy kapcsolatot létesít a programmal, amely láthatólag valamiért őt szemelte ki magának.
A nem is olyan távoli jövőben az egyesült hálózatok a csillagokig nyúlnak, elektronok cikáznak keresztül-kasul a világegyetemben. A fejlett elektronika azonban még nem törölte el a nemzetek közötti különbségeket.

## APáncélba zárt szellem 2. – Ártatlanságrövid tartalma
A második filmben Bató a főszereplő. A Locus Solus cég tesztelés alatt álló gynoidjai érthetetlen módon gyilkosságokat követnek el. Kuszanagi Motoko távozása óta Bató társa Togusza; részben mert különböző személyiségeik jól kiegészítik egymást, részben pedig azért, mert mindketten az őrnagy révén kerültek kapcsolatba annak idején a 9-es szekcióval. Feladatuk a gyilkosságok okának felderítése; a nyomozás során "ellátogatnak" a jakuza főhadiszállására és az Etorofu Különleges Gazdasági Övezetbe is. Etorofu állami fennhatóságon kívül álló terület, ahol a multinacionális cégek és bűnbandáik ellenőrizetlenül végzik tevékenységüket. A nyomozás érdekében találkoznak Kimmel, Bató régi "ismerősével", aki szellemhackerként tevékenykedik, azaz különféle képzetek imputálásával veszi át mások tudata felett az uralmat. Innen egyenes út vezet a rejtély megoldása felé.
A film folytatja az első rész hagyományait. A sötét cyberpunk világot azonban már a 2004-es év animációs eszközeivel jeleníti meg; ennek eredményeképpen lenyűgöző látványvilág kápráztatja el a nézőt. A film szokatlan témaválasztása és filozófiai mélységekbe nyúló eszmefuttatásai miatt is viszonylag nehezen emészthető.

## Ghost in the Shell: Stand Alone Complex
A Stand Alone Complex cselekményei egy alternatív szálon zajlanak, mintha a film- és képregénybeli események nem történtek volna meg. Az első évad egy túszejtéssel kezdődik, a külügyminisztert fogságba ejti néhány gésarobot, melyeket (mint később kiderül) egy külső ember irányít. A továbbiakban az is körvonalazódik, hogy a külügyminiszter valójában kém; a reptéren tartóztatja le Aramaki és Togusza. A S.A.C egyik főszereplője Kuszanagi Motoko. A későbbi részekben áttér a figyelem a 'Kacagó ember' fedőnevű ügyre. A kacagóemberről kiderül, nem bűnöző, sőt, ajánlatot is kap a 9-es szekciótól, hogy csatlakozzon hozzájuk. Fő célja, hogy lerántsa a leplet a cyberagy elmeszesedésének nanorobotokkal történő gyógyításáról, ugyanis a módszer hatástalan. Egy különös szérum azonban gyógyítja az elmeszesedést, de senki nem ismeri a hatásmechanizmusát, ezért azt a gyógyszert nem engedélyezik. 
A sorozat két évadja 26-26 részes.

### GitS Stand Alone Complex 1st GiG
Bár a történet több szálon fut, a fő szál lényege, hogy a különböző mamutvállalatok vezetői és az állami vezetők közötti korrupciós és visszaélési ügyeket megpróbálja felderíteni, és megoldani egy ún. "kacagó ember", vagy "vigyori" "(Laughing Man)" fedőnevű hacker. Mivel azonban a hacker finomabb módszerei nem válnak be, elkezd komolyabb, terrorizmusnak minősülő akciókat is végrehajtani (pl. emberrablás), ez ellen az állam pedig a 9-es szekciót veti be, az Őrnaggyal az élen. Az ügy nehézsége abból adódik, hogy a hacker személyéről semmilyen információ nem áll rendelkezésre, valamint hogy képességei meghaladják még az Őrnagyét is. Legjobb példa erre – és persze illusztrálja is egyúttal a hacker elleni akciók kudarcának okait -, hogy képes valós időben eltűnni mindenki elől úgy, hogy "meghackeli" a körülötte állók, és a tévé előtt ülők szemeit is. De hasonló mutatványnak vehetjük azt is, hogy gond nélkül képes átvenni az irányítást akár élő ember felett is.

### GitS S.A.C. 2nd GiG
A több szálon futó, sőt helyenként mindentől teljesen elütő kitérőkkel tarkított történetvezetési módszer az első évadhoz hasonlóan itt is érvényes. A fő szál lényege, hogy a háború sújtotta Kínából (és egyéb ázsiai országokból) beáradt menekültek lázadozni kezdenek az állam ellen. Egészen pontosan: saját városukban (Degima), városrészükben, mely persze elég lepusztult (a Japán Állam rendelte nekik), és rosszak az életkörülmények, jelentős zavargások vannak; az egyenjogúsítást követelik. Bár azt hihetnénk, hogy követeléseik alátámasztására nem tudnának nyomós érveket felhozni, tévednénk: a menekültek nélkül nem történhetett volna meg a gigantikus méretű újjáépítési program a 4. világháború után. Ez az évad sokkal komolyabban belemegy a politikába, és bátrabban nyilatkozik a 4. világháborús eseményekről is. A menekültek ügye mögött áll a Független 11 (Individual Eleven) nevű szervezet, melyről nagyon keveset tudni. A 9-szekció természetesen ismét az államot védi, főleg a megszaporodó terrorakcióktól (pl. a miniszterelnök asszony elleni gyilkossági kísérlet). Mindezek tetejébe még a Kabinet Hírszerző Szolgálatának vezetője is rejtélyes tevékenységet folytat. Ez utóbbival a fő probléma, hogy a KHSZ a 9. szekció felett áll az állami hierarchiában, ami tovább nehezíti a szolgálat szándékainak felfedését, az eredeti feladatokról nem is szólva...

### Ghost in the Shell: Solid State Society
Ez a történet a Stand Alone Complex által létrehozott GITS univerzumban, vagyis a 2 film történései előtt, feltehetően a sorozat 2. évadját követően játszódik.
A történet szerint jó idő eltelt már, hogy az Őrnagy elhagyta a 9-es Szekciót. Az osztagot Togusza vezeti, aki továbbra is Aramakinak, a Szekció parancsnokának felel. A szereplők között minden sorozatbeli karakter feltűnik, így Bató, Szaitó, Isikava stb. A 9-esek ezúttal rejtélyes öngyilkosságokkal állnak szemben, melyek mögött – az áldozatok haláluk előtt rémülten adnak erről információt – a titokzatos "Bábos" áll. Ahogy a nyomozás halad előre, a nyomok mind zsákutcába vezetnek: amint eljutnak egy személyhez, az öngyilkosságot követ el (vagy már elkövette). Végül felfedezik, hogy az elmúlt két évben több mint húszezer gyermekrablás történt – állami szervek nyilvántartásainak összevetésével -, melyek máig megoldatlanok. Bató és Togusza külön utakon folytatják az ügy felderítését, melynek során Bató ismét találkozik az Őrnaggyal, aki a történet végére visszatér, míg Togusza az eltűnt gyermekek vonalát követve fedez fel egy országos méretű összeesküvést, miközben maga is életveszélybe kerül...
A film az egyik legdrágább anime, ami eddig készült. Általánosságban szólva inkább szociológiai problémákra – elöregedő társadalom – koncentrál, ellentétben az "univerzum" többi alkotásával, melyek inkább politikával, államelmélettel, de legfőképp individualizmussal és egzisztencializmussal foglalkoznak.

## Szereplők

### Kuszanagi Motoko(Hepburn-átírással: Kusanagi Motoko)
Kuszanagi Motoko őrnagy a japán rendőrség egyik különleges titkosszolgálati csoportjának, a 9-es szekciónak a tagja. Kuszanagi társai Bató és Togusza. Egy repülőgép-szerencsétlenséget követően teljesen kiborgteste lett. Szinte csak a hivatásának él;  hatéves korában robotikus keze volt, és kevéssé tudta irányítani, ezért véletlenül eltörte kedvenc babáját. Az élet és a lélek mibenlétét keresi, és próbál rájönni saját létének értelmére. A GitS-film végén a Bábjátékossal való összekapcsolódása, majd egyesülése – tudatuk összeforrása – hozza el számára a megvilágosodást; s eltűnik a hatalmas információs hálózatban, határok nélkül képes mozogni benne. A GitS folytatásában a Locus Solus gyárhajóján az egyik gynoidba szállva jelenik meg újra, amikor Batónak segítségre van szüksége. Betör a hajó rendszerébe, és szuverén vizekre kormányozza a járművet – majd távozik: a hálózatba. Nagyon tehetséges hacker, de tehetségesebb nála a kacagó ember.
- Japán hang: Tanaka Acuko (Atsuko Tanaka)
- Angol hang: Mary Elisabeth McGlynn
- Magyar hang: Zsigmond Tamara.

### Bató(esetleg Batou vagy Bateau)
Bató a csoport nyomozó tisztje. A 2nd GIG-ből megtudhatjuk, hogy újonc katonaként került az őrnagy mellé még a negyedik világháborúban. Részt vett több dél-amerikai nemzetközi akcióban rangerként, innen vannak harcászati tapasztalatai. Nincs családja, mindössze egy kutyával él együtt. Toguszával és a tacsikomákkal alakít ki szorosabb viszonyt, akiket szinte "gyerekeiként" szeret.
Habár teste szinte majdnem minden része mechanikus mégis megszállottan edzi azt.
Fontosabb cyber beültetései: 
- Robotikus szemek, amelyekkel lát a sötétben is.
- Robotikus lábak és karok, amelyekkel gyorsan fut, nagyot ugrik és  erősen üt.
- Japán hang: Ócuka Akio (Akio Ohtsuka)
- Angol hang: Richard Epcar
- Magyar hang: Juhász György.

### Aramaki Daiszuke(Hepburn-átírással: Aramaki Daisuke)
Aramaki a 9-es csoportnak a vezetője. Szigorú és kitartó, de mindvégig kitart az emberei mellett, ha kell. Aramaki és Togusza a 9-es csoportban az egyedüliek, akiknek nincs komolyabb kiberbeültetése, ezért alkalmanként egy nyakra erősíthető szerkezettel kapcsolódnak a pc-khez, így alkalmas lesz az agyuk arra, hogy a hálózatot kutassa.
- Japán hang: Osamu Saka
- Angol hang: William Frederick Knight
- Magyar hang: Rosta Sándor.

### Togusza(Togusa)
Togusza a 9-es csoport egyik nyomozója. Egyetlen kiberbeültetése a cyberagya. Csak neki van családja a 9-es csoportból. A csoporthoz Kuszanagi Motoko őrnagy révén került, ezért is osztják be Bató mellé. Egyik jellegzetessége, hogy Mateba automata revolverét használja (ami már ócskavasnak számít akkoriban), míg a munkatársai Seburo M5-ösöket. Mindig betartja a parancsokat, és nem lépi át a hatáskörét. Korábban hivatásos rendőrtisztként dolgozott, ott szerzett tapasztalatai és tehetsége révén komoly segítséget jelent az egyes ügyek megoldásában – főleg a sorozatokban.
- Japán hang: Jamadera Kóicsi (Kouichi Yamadera)
- Angol hang: Crispin Freeman
- Magyar hang: Turi Bálint.

### Isikava(Ishikawa)
Isikava a 9-es szekció hackere. Azaz nem teljes egészében. A hackelésen kívül viselkedés-szakértő is.  Több ízben is kamatoztatja ezt a képességét; képes felismeri, valóban az az ember van-e egy-egy testben, aki „benne kéne legyen”. Általában egy repülőn dolgozik, és onnan többször is segített a szekciónak, például mikor egy lépegető robotba a tervezője agyát ültették, majd az így indult el bosszút állni szülein, ezzel jelentős pusztítást okozva – egy gyorsan kötő beton lövedékeket tüzelő fegyverrel.
- Japán hang: Nakano Jutaka (Yutaka Nakano)
- Angol hang: Michael McCarthy
- Magyar hang: Barabás Kiss Zoltán.

### Szaitó(egyszerűsített Hepburn-átírással: Saito)
A 9-es szekció mesterlövésze. Ő az egyik azon tagok közül, akiknek a legkevesebb kibernetikus testrésze van a csoportban. Elmondása szerint a negyedik világháborúban vett rész egy szabadcsapatban mint "orvlövész", itt került kapcsolatba az Őrnaggyal, akivel lövészpárbajt vívott, és ekkor vesztette el bal szemét, melyet mesterséges érzékelővel pótoltak (sólyomszemnek nevezték el), ezáltal hatékonyabb lövésszé vált, mivel így fel tud csatlakozni a műholdra, és pontosabb lövést tud leadni.(Bárha betörnek a sólyomszemébe (volt már rá példa) akkor kénytelen használni a jobb, még emberi szemét a célzáshoz.)
- Japán hang: Toru Ohkawa
- Angol hang: Dave Wittenberg
- Magyar hang:

### Pazu
Mielőtt csatlakozott a 9-es szekcióhoz, a rendőrség elhíresztelte, hogy gengszter, és tagja volt különböző jakuzaszervezeteknek Japánban. A múltját tekintve Pazu a szekció alvilági tagja, ezért alvilági kapcsolataival segíti információkhoz juttatni a csoportot. Erős dohányos; van egy mondása, amit az őrnaggyal való első találkozásakor is elsüt: "Sosem fekszem le kétszer ugyanazzal a nővel".
- Japán hang: Takashi Onosaka
- Angol hang: Robert Buchholz
- Magyar hang:

### Bóma(egyszerűsített Hepburn-átírással: Boma; olykor Borma)
Bóma a 9-es szekció bombaszakértője, a 2nd GiG szériájában meg is győződhetünk szakterületén való jártasságáról (pl. mikor a plutoniumbombát hatástalanítja). Ő a csoport egyetlen tagja, aki ugyanakkora magas és erős, mint Bató. A szemimplantja is hasonló kinézetű, mint Batóé. Tűzszerészi tevékenysége mellett a sorozatban inkább hátsó támogatást nyújt a 9-es szekció többi tagjának. Feladatköréhez tartozik még a nehéz fegyverek szállítása (testalkatából kifolyólag). Ezenkívül a cybervírusok szakértője is, gyakran készít a vírusok ellen vakcinát perceken belül. Gyakran láthatjuk együtt Szaitóval, ilyenkor mesterlövész-felszerelése felállításában és szállításában segít neki; Pazuval általános eljárásoknál; és Isikavával, mikor a neten kutatnak vagy vírusokat hatástalanítanak.
- Japán hang: Tarou Yamaguchi
- Angol hang: Dean Wein
- Magyar hang:

### Tacsikomák(tachikoma)
A tacsikomák a csapat mobil, bármilyen körülmények közt bevethető, saját álcázórendszerrel és mesterséges intelligenciával ellátott tankjai. Az első évad során öntudatra kezdenek ébredni, és foglalkoztatni kezdik őket az élet és a halál kérdései, valamint, hogy ők meg tudnak-e halni. Ezért az évad végén leszerelik a fegyvereiket, és elárverezik őket. Azonban emlékeiket nem törlik, és ennek köszönheti Bató az életét. Ugyanis az évad végén a 9-es szekciót feloszlatják (ideiglenesen) és a katonai robotpáncélos egységek lerohanják a szekció épületét. Három tacsikoma menti meg Bató életét, önmaga feláldozásával. A 2nd GiG-ben újra építették őket, majd az évad végén feláldozzák azt a műholdat, amire a tacsikomák mesterséges intelligenciái voltak telepítve, hogy megmentsék a 9-es szekciót és a menekülteket, mert a menekültek szigetére egy atombombát lőttek ki az amerikaiak a nagy hűhó közepette.
- Japán hangja: Sakiko Tamagawa
- Angol hangjai: 1. Julie Maddalena, 2. Peggy O'Neal, 3. Sandy Fox, 4. Lara Jill Miller, 5. Melissa Fahn, 6. Rebecca Forstadt, 7. Sherry Lynn
- Magyar hangjai: Kováts Dániel I, Kossuth Gábor II, Szokol Péter III, Stukovszky Tamás IV, Markovics Tamás V.